# Maison natale d'Alexandre VI

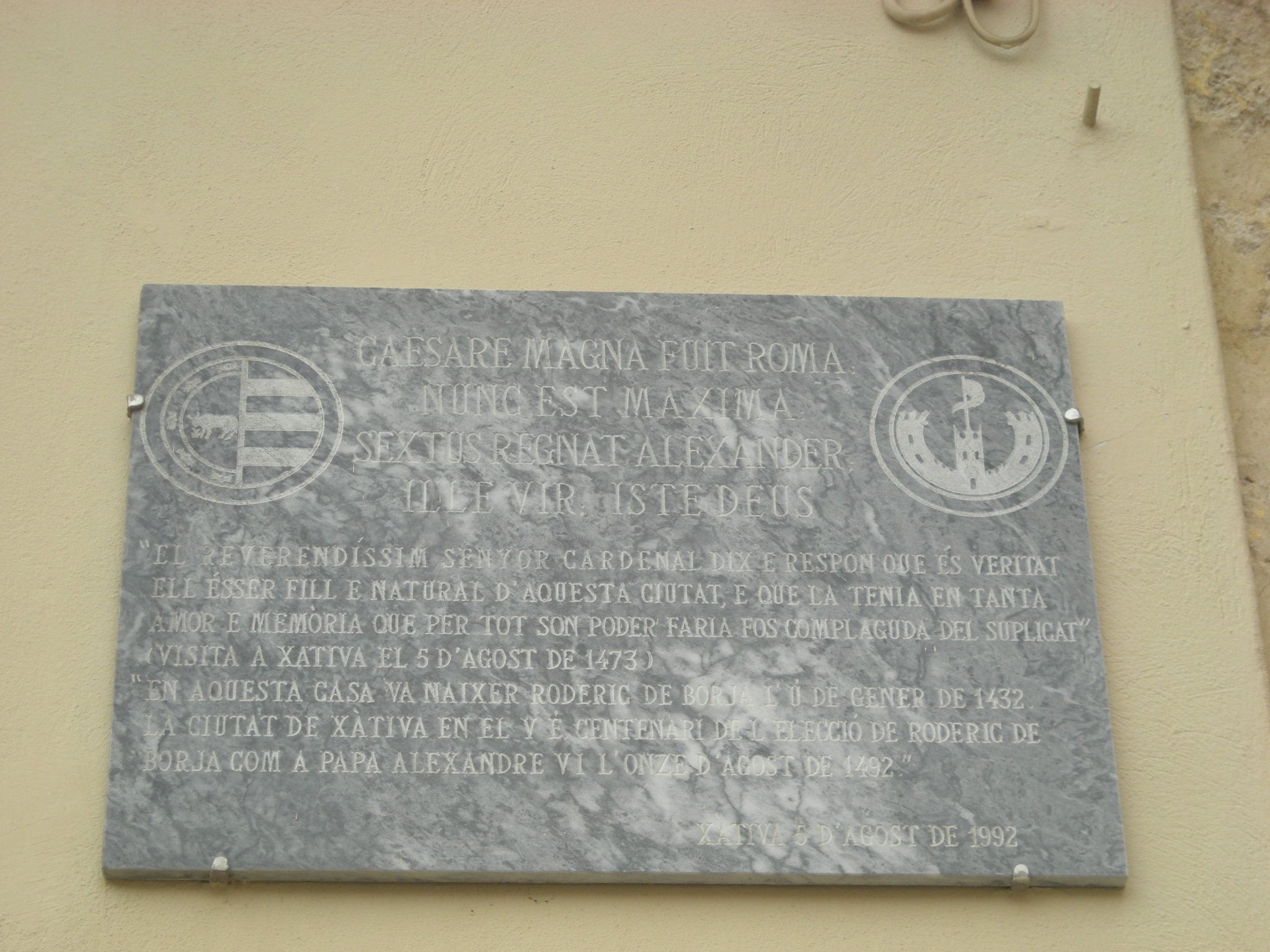
Maison natale d'Alexandre VI.

La Maison natale du pape Alexandre VI est située à Xàtiva (Valence, Espagne). 
Le bâtiment est un petit palais urbain, où Rodrigo de Borja, futur pape Alexandre VI, est né et a vécu dans le royaume de Valence. Selon la tradition, cette maison située au numéro 4 de la vieille place d'Aldomar, actuellement Place d'Alexandre VI, fut le berceau de Rodrigo de Borja.
La façade de la maison est préservée, avec de larges voussoirs dans la porte et à l'intérieur un arc aplati de colonnes ioniques.